# Isn't Anything
Isn't Anything é o álbum de estreia da banda irlandesa My Bloody Valentine, lançado em novembro de 1988 apos três anos lançando apenas EPs e mini-LPs. O álbum é distribuído pela Creation Records no Reino Unido e pela Sire Records nos EUA.

## Bastidores
Quando o vocalista original da banda Dave Conway saiu, para ser substituído por Bilinda Butcher, Kevin Shields retornou a suas raízes avant-garde, e começou a explorar as possibilidades oferecidas pelo estúdio de gravação disponível apos assinare com a Creation Records. O primeiro fruto deste experimento foi o single/EP You Made Me Realise, lançado em Julho de 1988. O escritor David Stubbs da Revista Uncut chamou o disco de "um dos mais importantes, influente álbum de rock britânico dos anos oitenta". Enquanto gravava o álbum, a banda tinha por volta de duas horas de sono por noite. "Several Girls Galore" foi descrita como "uma versão cubista de  Jesus and Mary Chain".

## Lista de faixas
Todas as letras escritas por Kevin Shields, exceto onde notado. 
| N.º | Título                                                         | Duração |  |
| 1.  | "Soft as Snow (but Warm Inside)" (Shields, Colm O' Ciosoig)    | 2:21    |  |
| 2.  | "Lose My Breath" (Bilinda Butcher, Shields)                    | 3:37    |  |
| 3.  | "Cupid Come" (Butcher, Shields)                                | 4:27    |  |
| 4.  | "(When You Wake) You're Still in a Dream" (O'Ciosoig, Shields) | 3:16    |  |
| 5.  | "No More Sorry" (Butcher, Shields)                             | 2:48    |  |
| 6.  | "All I Need"                                                   | 3:04    |  |
| 7.  | "Feed Me with Your Kiss"                                       | 3:54    |  |
| 8.  | "Sueisfine" (Shields, O'Ciosoig)                               | 2:12    |  |
| 9.  | "Several Girls Galore" (Butcher, Shields)                      | 2:21    |  |
| 10. | "You Never Should"                                             | 3:21    |  |
| 11. | "Nothing Much to Lose"                                         | 3:16    |  |
| 12. | "I Can See It (but I Can't Feel It)"                           | 3:10    |  |

As copias do LP inicial de vinil vinham com um disco bonus de 7". Ele continha as músicas "Instrumental A" (3:19) e "Instrumental B" (4:36). "Instrumental B" contém a batida de "Security of the First World" do Public Enemy.

## Créditos
- Kevin Shields – guitarra, vocais
- Bilinda Butcher – guitarra, vocais
- Colm Ó Cíosóig – bateria
- Debbie Googe – baixo
- My Bloody Valentine – produção
- Dave Anderson – engenheiro
- Steve Nunn – engenheiro
- Alex Russell – engenheiro
- Joe Dilworth – fotografia